# 長福寺 (三好市)
長福寺（ちょうふくじ）は、徳島県三好市に所在する真言宗御室派の寺院。瑠璃山（るりざん）、医王院（いおういん）と号す。本尊は薬師如来。四国八十八箇所第六十六番札所雲辺寺奥の院、新四国曼荼羅霊場第六十三番札所、阿波秘境祖谷渓・大歩危七福神霊場めぐりの福禄寿。
- 本尊真言：おん ころころ せんだり まとうぎ そわか
- [御詠歌]：雷難を よけてとどむる 浄瑠璃の やっこの光 とどむ大月

## 概要
寺伝によれば、奈良時代の天平年間（729年 – 749年）に巡錫していた行基が雷雨に遭い、この地の一軒の家に雨宿りを求めた。雨宿りをした家の老婆が雷を非常に恐れていた。雷難が無くなるよう願っている老婆の姿を見た行基が、薬師如来（雷難厄除薬師如来）、脇士に不動明王、多聞天、日光月光菩薩、十二神将を刻みを安置したのが当寺院の始まりと伝えられている。
また、行基は大月大明神（現在の四所神社。当寺の北東側に所在）の御正体として聖観音菩薩を刻んだとされる。後に長福寺は大月大明神と別当の関係であった。
寺院は、寺運により移転を繰り返したという説があるが、戦国時代の天正年間（1573年 – 1593年）白地城主大西覚養によって大野名より現在の地に移転建立された。
江戸時代は大月寺と名乗った時期があり、『阿波志』など文献によっては大月寺または長福寺と記されている。

## 大月のオハツキイチョウ

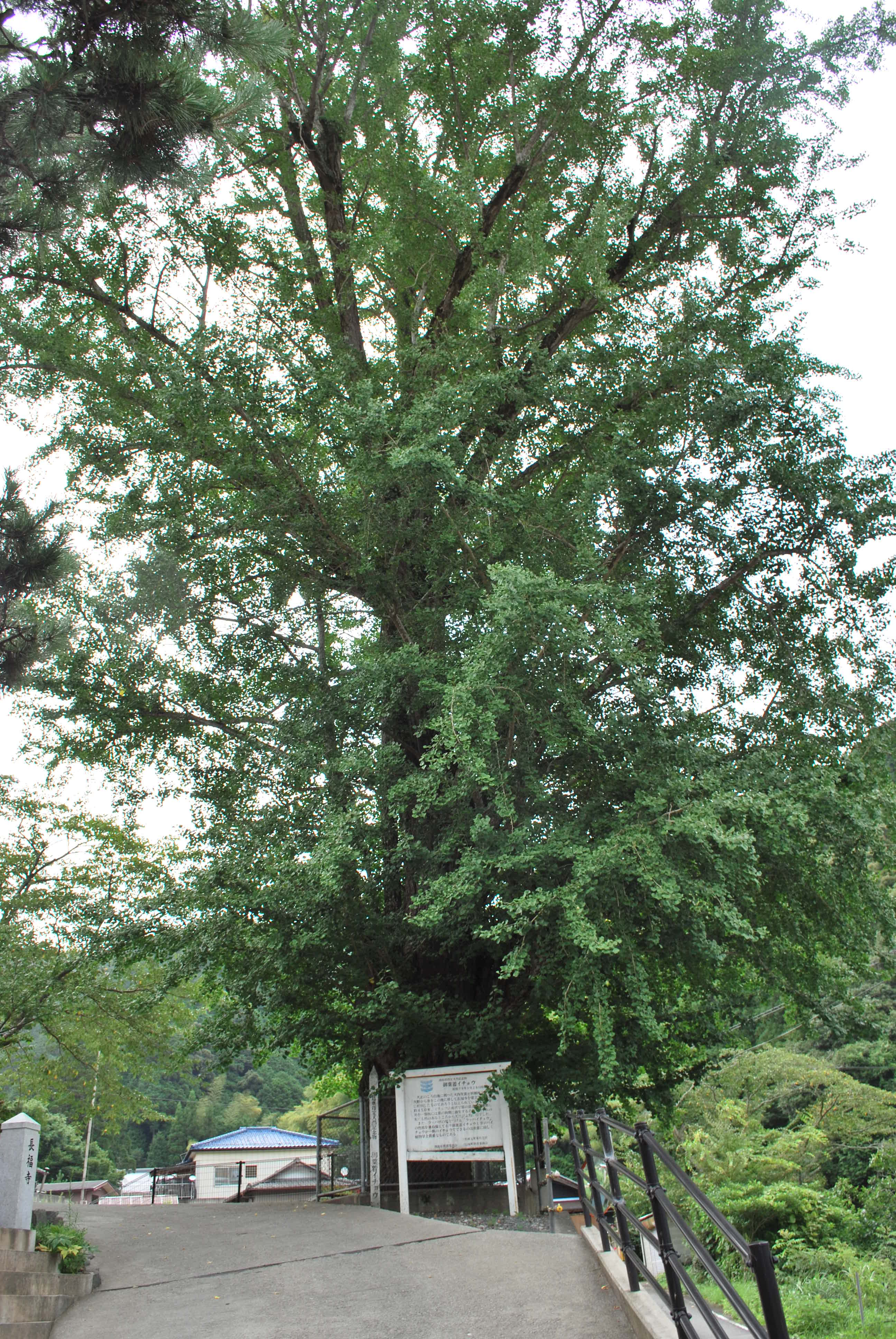
御葉着イチョウ（2010年8月）

長福寺門前にあり、樹齢は400年程度と推定されている。天正年間に大西覚養が寺院を移転した際にイチョウを植樹したと伝えられている。このイチョウは雌株で、葉柄の先と葉の付け根に1個の実を着生する「オハツキイチョウ（御葉着イチョウ）」である。希に2個の実を付けることがある。また、ラッパ状の葉を付ける「ラッパイチョウ」ともなっている。1954年（昭和29年）1月29日、徳島県の天然記念物に指定された。

## 前後の札所
四国八十八箇所
66 雲辺寺 -- (27.0 km) -- 66番奥の院 長福寺 -- (43.8 km) -- 67 大興寺
新四国曼荼羅霊場
62 持性院 ---- 63 長福寺 ---- 64 蓮華寺
阿波秘境祖谷渓・大歩危七福神霊場めぐり
弁才天 安楽寺 ---- 福禄寿 長福寺 ---- 寿老人 持性院

## 参考資料
- 徳島県三好郡 編『三好郡志』1924年。NDLJP:978767。
- 徳島県三好郡役所 編『三好郡志』名著出版、1972年（原著1924年）。全国書誌番号:73010658。